# DGCA
En informática, DGCA es una utilidad de compresión de archivos freeware creada en 2001 por Shin-ichi Tsuruta (鶴田真一 Tsuruta Shin'ichi?). DGCA también es un formato de archivos comprimido, la siguiente generación de GCA. DGCA tiene una mejor tasa de compresión que ZIP, un cifrado más fuerte y soporte para nombres de archivo Unicode. Sin embargo, este no es un formato de compresión muy conocido.